# عبد الله مندو
عبد الله مندو هو لاعب كرة قدم سوري في مركز الوسط، ولد في 9 أكتوبر 1971 في سوريا. لعب مع نادي تشرين.توفي في 29 إبريل 2024 ..

## وصلات خارجية
- عبد الله مندو على موقع الاتحاد الدولي (مؤرشف)  (الإنجليزية)